# Luka nad Jihlavou (nádraží)
Luka nad Jihlavou jsou železniční stanice v jihovýchodní části městysu Luka nad Jihlavou v okrese Jihlava v Kraji Vysočina poblíž řeky Jihlavy. Leží na neelektrizované jednokolejné trati Brno – Jihlava.

## Historie
Nádraží byla vybudováno  železniční společností Rakouské severozápadní dráhy (ÖNWB) při stavbě trati spojující Vídeň a Berlín, autorem univerzalizované podoby stanic pro celou dráhu byl architekt Carl Schlimp. 23. dubna 1871 byl s místním nádražím uveden do provozu celý nový úsek trasy z Znojma do Jihlavy, odkud mohly vlaky po již dokončené trati pokračovat do Kolína a dále.
Po zestátnění ÖNWB v roce 1908 pak obsluhovala stanici jedna společnost, Císařsko-královské státní dráhy (kkStB), po roce 1918 pak správu přebraly Československé státní dráhy.

## Popis
Nachází se zde dvě nekrytá úrovňová jednostranná nástupiště, k příchodu k vlakům slouží přechod přes koleje.